# 一つの指輪

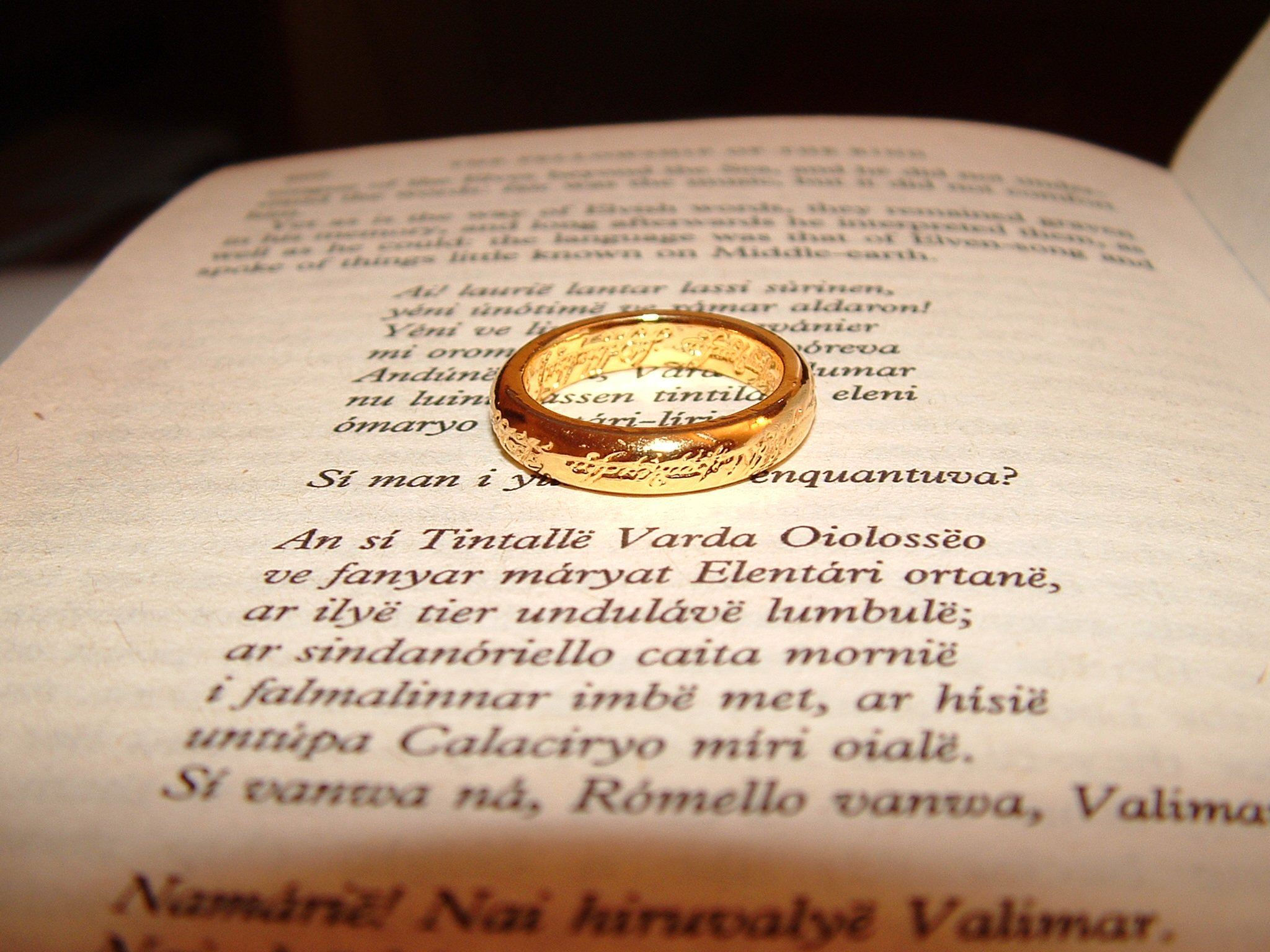
一つの指輪

一つの指輪（ひとつのゆびわ、One Ring）は、J・R・R・トールキンのファンタジー小説に登場する架空の魔法の指輪。トールキンが創作した中つ国世界を舞台としたシリーズのうち、第1作である『ホビットの冒険』から登場し、その続編『指輪物語』ではこの指輪を巡る物語が描かれる。
「一つ（the One）」「主なる指輪（the Master-ring）」「支配する指輪（the Ruling Ring）」「指輪の中の指輪（the Ring of Rings）」とも呼ばれる。『ホビットの冒険』における主人公、ビルボ・バギンズが偶然手にした際には、身につければ姿を消すことができる不思議な指輪として登場するものの、それは指輪の能力のほんの一部に過ぎず、『指輪物語』では最大の敵役である冥王サウロンが中つ国を支配するための手段であると同時に弱点でもあるという位置づけで登場する。
外見上は単純に金で作られているように見えるが、物理的にいかなる手段でも損なわれることはなく、もともと鍛造された火山の罅裂に投げ込むことでしか破壊することができないとされている。同じくサウロンが製作に関わった下位の指輪と異なり、宝石はついていないが、（劇中においてはほとんど知られていなかった）単純な方法で「一つの指輪」であることを試すことが出来る。火で熱すると、火文字で書かれたモルドールの言葉によるテングワールの一節が浮かび上がるのである。

## 歴史
第二紀、冥王サウロンがエルフの金銀細工師の力とかれの助言を合わせて、かれの力を増し、かつケレブリンボールとその部下がサウロンの影響下で作ったほかの力の指輪を支配するために、オロドルインで自らこれを鍛造した。そのために指輪に自分のフェア（魂あるいは精神）の大部分をこめた。したがって、かれは、指輪を身に付けている間は以前より強くなるが、失うとはるかに弱くなることとなった。
バラド＝ドゥーアの包囲戦で、イシルドゥアがサウロンの手から指輪を切りおとし、王家の宝とした。その後、イシルドゥアはあやめ野でオークの奇襲を受け、指輪の裏切りによって命を落とす。指輪はイシルドゥアの指から抜け落ち、大河アンドゥインの川床に沈んでおり、およそ2000年後、デアゴルという名のストゥア族のホビットによって発見された。しかし、デアゴルの友達のスメアゴルが彼を殺害し、指輪を盗んでしまう。結果、スメアゴルは村を追われ、孤独と指輪による延命の影響により、ゴクリという狡猾さと残忍さを伴う不快な生物となった。『ホビットの冒険』で伝えられるように、霧ふり山脈のゴクリのねぐらの近くの洞窟で道に迷ったビルボ・バギンズはゴクリが落とした指輪を見つけ、指輪の与える不可視性が彼の冒険に役立つことに気付く（『ホビットの冒険』を書いた時、トールキンはまだ指輪に関する不吉な物語を考案していなかった）。
数十年後、友人である魔法使いガンダルフの助言に従い、ビルボはかれの親戚で養子のフロドに指輪を与えた。ビルボがこの指輪の歴史の中で初めて自発的に手放したことから、一連の出来事の連鎖を誘発し、結局その破壊に結びつく。偶然と運命の間の相互作用が『指輪物語』の暗黙のテーマである。
この時、すでにサウロンはかれの力を回復し始めていた。また、モルドールの暗黒の塔が再建された。一つの指輪の奪還を防ぐために、滅びの山オロドルインの火の中で指輪を破壊しようと、フロドたち9人の仲間は裂け谷からモルドールに向けて出発した。

## 性質
純金製で、幾何学的に完全な円に見え、この完璧さおよび純粋さはその魅力の一部であった。指輪は、つける者の指に適合するかあるいはそれを裏切って抜け落ちるので大きくなったり小さくなることがあるようである。
この指輪を身につけると、すべての指輪に共通した能力に加えて装着者は物理的な領域から精神的な領域へ部分的に「変移する」と考えられる。その上でその者が自分の意志を指輪の意思に沿わせたならば、指輪をなくす前にサウロンが持っていたすべての力を振るうことができる。さらに、他者特に他の力の指輪の所持者の意志や成し遂げた事を捻じ曲げ、遅かれ早かれ最終的には影の下に置かれることとなるという。通常、最初に気づく指輪の効果は、生きている人間のような物理的な存在からは見えなくなり、幽鬼のような精神的な存在からはよく見えるようになること、また、視界が暗くなり、聴覚が鋭くなることである。この「幽界」は幽鬼が常に住むことを強いられた世界だが、そこはカラクウェンディ（光のエルフ）が大きな力を持つ世界でもある。したがって、グロールフィンデルは、フォルノストの合戦で、後に裂け谷のブルイネンの浅瀬で再び魔王を止めることができた。
おどろくべきことにトム・ボンバディルはこの指輪に影響されなかった。あるいは、指輪はかれに効果を及ぼすことがなかった。これにはいくつかの解釈があるため、トム・ボンバディルの記事を参照されたし。
映画『ロード・オブ・ザ・リング』では、指輪をはめるとすべてが歪んだ陰の世界へ移動するという描写がある。
指輪の性質の一片は、（逆のどんな意図があったにせよ）着用者をゆっくり、しかし間違いなく蝕むことである。これが指輪の魔術として特に設計されたのか、単にその邪悪な起源のためかは不明である（サウロンがそのような特性を一つの指輪に賦与したとも考えられるが、恐らくかれ以外の者がこの指輪を付けることは想定していなかっただろう）。指輪を制御できるほど強靭な意志の持ち主なら、サウロンを滅ぼすために用いることも可能なのだが、最初は善なる目的に使っていたとしても、最後には新たな冥王となってしまうのである。このために、ガンダルフ、エルロンドおよびガラドリエルを含む賢人たちは、一つの指輪を自分たちの防御のために用いることを拒絶し、その代り、それが破壊されなければならないと決めた。
この指輪を破壊する方法は、サウロンを上回る技倆の持ち主の手によるか、指輪が鍛造された際の火を用いない限り物理的には破壊不能で、生半可な火中に投じても熱くなることすらなく龍の炎をもってしても決して溶解しない。その火とはモルドールの滅びの山ことオロドルインにしか存在しないのである。指輪を破壊するための探求の物語、そして指輪の歴史の多くは、トールキンの小説『指輪物語』で伝えられている。

## 指輪の銘

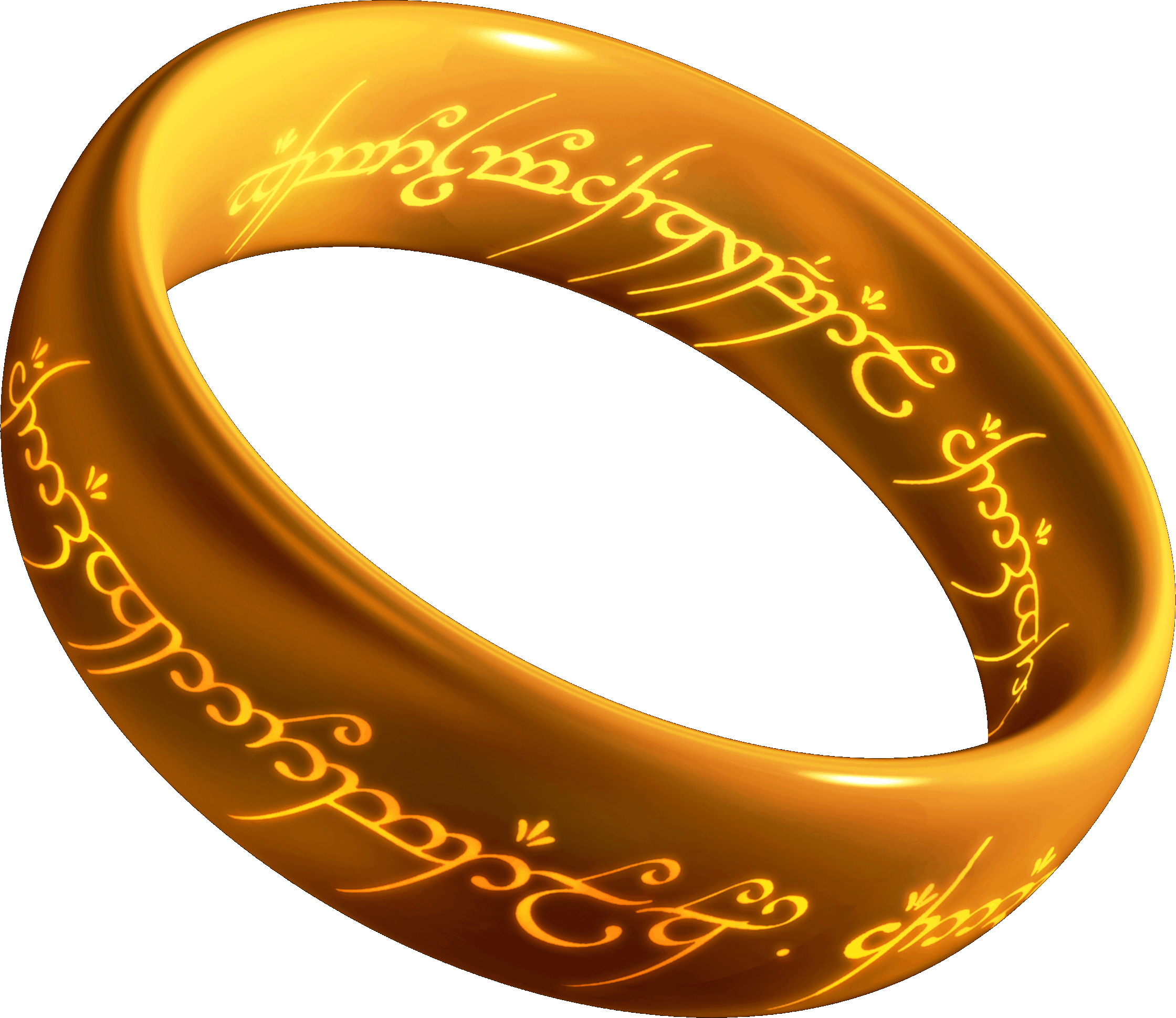

一つの指輪は普段は飾りのない金の指輪にしか見えないが、火で熱すると指輪の表と裏に火文字が浮かび上がる。これはサウロンの燃えるような手を指輪が恋うるためであるという。火文字にはエルフの文字（フェアノール文字）が使われているが、その言葉はモルドールの暗黒語（ブラックスピーチ）である。暗黒語でなくエルフの文字が使用されたのはガンダルフの推測するところ、暗黒語は精緻な細工には向いていないからであろうとのことである。
銘には
アッシュ・ナズグ・ドゥルバトゥルーク
アッシュ・ナズグ・ギムバトゥル
アッシュ・ナズグ・スラカトゥルーク・アグ・ブルズム・イシ・クリムパトゥル
(Ash nazg durbatulûk, ash nazg gimbatul, ash nazg thrakatulûk, agh burzum-ishi krimpatul)
と書かれている。これをガンダルフが口にした際には周囲に不吉な効果をおよぼした。
意味は、
一つの指輪は全てを統べ、
一つの指輪は全てを見つけ、
一つの指輪は全てを捕らえて、暗闇の中に繋ぎとめる。
(One Ring to rule them all, One Ring to find them, One Ring to bring them all, and in the darkness bind them)
というものである。
『旅の仲間』（上）第二章「過去の影」にエルフ文字による銘が示されている。
この銘は火の山においてサウロンが指輪を造り出したさいに口にした詩の一部（全文は各巻の冒頭に記載されている有名なものがそれである）であり、その声を遠くエレギオンでケレブリンボールが聞き賢者らに伝わったものである。

## 指輪所持者
指輪所持者（Ring-bearer）は、字義通り取れば力の指輪の持ち主すべてのことになるが、おおむね一つの指輪を担うものをさして使われる。『指輪物語』本編では主にフロドの称号のようになっているが、ビルボやサム・ギャムジーも当てはまる。指輪所持者は中つ国に生まれたものであっても、エルフたちとともに不死の国アマンへ渡航する権利を得る、あるいはそうするよりほかにない。指輪の喪失によってこうむる苦痛は、この世の手段では癒せないからである。ごく短い間しか指輪を持たなかったサムは、戦争終結後も長くホビット庄に残っていたが、最後にはかれも西へ船出した。

## 力ある者が指輪を持ったなら？
トールキンはファンとの書簡のやり取りの中でこれに触れている。それによれば、エルロンド・ガラドリエルの場合は指輪の力で帝国を築き上げ、彼らに完全に従属した司令官と強大な軍隊を拵えて、軍事的にサウロンを降すことは出来るが、サウロンとの単独での精神戦を経た上で指輪を完全に己がものとするだけの力はないため（二人は一対一で挑もうなどと考えはしないだろう）、新たな冥王になることはできない。ガンダルフのみが真の競争者たりうるが、そのバランスも非常にデリケートである。なぜなら、指輪はサウロンに帰属するものだが、それ以前に当の指輪を握っているのはガンダルフであり、さらにサウロンは未だ完全に力を取り戻してはいない。そしてもしガンダルフが冥王になったらば、サウロンにとっては指輪を破壊されたのと等しい結果が及ぼされ、またその治世はサウロンのものよりも遥かに悪いものになるだろう。というのも、冥王サウロンの世界では悪は増えるものの、善と悪はきちんと区別できるが、冥王ガンダルフの世界だと、善すら悪と同じく憎むべきものと化してしまうのだと記している。

## 学術研究
文学研究者・歴史学者のパトリック・カリーによると、『指輪物語』における「魔法の究極の象徴（The ultimate symbol of magic）」は、一つの指輪である。カリーは「後に見るように、『一』なるものが重要である（as we shall see, the ‘one’ is important.）」と述べている。全てを支配する力とは、第一原理のような「究極の計算不可能性（ultimate incalculability）」だと彼は言う。「言い換えれば、権力知識またはトールキンが『魔法』と呼んだものを行使することにおいて、力の指輪は一つしか存在できず、その指輪を着用できるのは（ガンダルフがサルマンに告発したように）、一つの手だけである（In other words, in the exercise of power-knowledge, or what Tolkien called “Magic”, there can only be one Ring of Power, and only one hand (as Gandalf reminds Saruman) can wear it. ）」。
古英文学研究者・古英語学者のクリストファー・ヴァッカロによれば、トールキンの作品はプラトン主義的なファンタジーとして分類可能だが、より厳密には「新プラトン主義的なキリスト教系の神話作成体系（Neoplatonic Christian mythopoeic systems）」に当たる。作品は、プラトン主義的・新プラトン主義的な哲学における「指輪」や「一者（一つ）」との類似性が研究されてきた。例えばエリック・カッツは、「トールキンとプラトンの指輪（The Rings of Tolkien and Plato）」というエッセイで、「一つの指輪」および「ギュゲースの指輪」における倫理的問題の共通点を挙げている。バーリン・フリーガーは「名状しがたきものへの名状：トールキンの『シルマリルの物語』における新プラトン主義的な『一つ』（Naming the Unnameable: the Neoplatonic “One” in Tolkien's Silmarillion）」において、「トールキンの宇宙進化論的語り（Tolkien's cosmogonic narrative）」の特徴は「プラトン的な『一つ』の概念（the Platonic concept of “the One”）」であると述べている。

### 一次資料
- J・R・R・トールキン 著、瀬田貞二・田中明子 訳『新版 指輪物語』 1巻（22刷）、評論社、2004年（原著1992年）。ISBN 9784566023628。
- J. R. R. Tolkien『The Lord of the Rings: The Fellowship of the Ring』Internet Archive、2001年（原著1954年）。2014年3月15日閲覧。

### 二次資料
- Curry, Patrick (2007). “Iron Crown, Iron Cage: Tolkien and Weber on Modernity and Enchantment”. In Segura, Eduardo; Honegger, Thomas. Myth and Magic: Art according to the Inklings. Walking Tree Publication. p. 99-108. ISBN 978-3905703085

- Vaccaro, Christopher (2017). “‘Morning Stars of a Setting World’: Alain de Lille’s De Planctu Naturæ and Tolkien’s Legendarium as Neo-Platonic Mythopoeia”. Mythlore: A Journal of J.R.R. Tolkien, C.S. Lewis, Charles Williams, and Mythopoeic Literature (Mythopoeic Society) 36 (1 (Article 6)):  81-102.